# BerhentiDiKamu
#BerhentiDiKamu (tiếng Anh: #StopOnYou) là một bộ phim chính kịch lãng mạn năm 2021 của Indonesia được chuyển thể từ tiểu thuyết cùng tên của Gia Pratama Putra. Phim có sự tham gia của Roger Danuarta và Cut Meyriska. Ban đầu bộ phim dự kiến sẽ được chiếu vào năm 2020, nhưng do đại dịch Covid-19 nên việc phát sóng của bộ phim đã bị hoãn lại. Bộ phim cuối cùng cũng được công chiếu vào ngày 12 tháng 2 năm 2021 trên Disney+ Hotstar.

## Nội dung
Doctor Gia (Roger Danuarta) tìm kiếm ý nghĩa cuộc sống thông qua những sự kiện phi thường tại ER nơi anh làm việc.

## Diễn viên
- Roger Danuarta trong vai Dr. Gia Pratama
- Cut Meyriska trong vai Syafira (Fira)
- Salshabilla Adriani trong vai Elsa
- Claudy Putri trong vai Giane
- Wanda Hamidah trong vai Mama Gia
- Dominique Sanda trong vai Mama Elsa
- Roy Marten trong vai Papa Gia
- Unang trong vai Bapak Syafira
- Onadio Leonardo trong vai Rino
- Noviana Safitri trong vai Suster Lenny
- Elkie Kwee trong vai Papa Elsa
- Trizki Nabil Rahman trong vai em trai của Elsa
- Varissa Camelia trong vai Dokter Inge
- Ira Ilva Sari trong vai Suster Melinda
- Jui Purwoto trong vai Donald
- Wawan Wanisar trong vai Pak Broto
- Joshua Pandelaki trong vai Herman
- Jorda Emily trong vai Bu Karniti
- Miranty Dewi trong vai bà Fira
- Ojan Smith trong vai Ivan
- Ephy Sekuriti trong vai Joni
- Gia Pratama trong vai tài xế
- Indra Kobut trong vai tài xế xe ôm

## Sản xuất
Bộ phim #BerhentiDiKamu được sản xuất bởi Mizan Productions, với nhà sản xuất Putu Wijanarko và đạo diễn Indra Gunawan. Phim được quay trong 19 ngày tại một số thành phố, bao gồm Mecca, Medina, Amsterdam, Lyon và Chamonix.
Dựa trên các cuộc phỏng vấn với giới truyền thông ở Jakarta, nhà sản xuất hy vọng rằng bộ phim cũng sẽ được những người yêu điện ảnh Indonesia đón nhận, bởi vì câu chuyện của cuốn tiểu thuyết đã được lan truyền trên Twitter và khi được dịch thành tiểu thuyết, nó đã trở thành một cuốn sách bán chạy nhất. Việc chọn Roger Danuarta và Cut Meyriska làm nhân vật chính của dr. Theo Putu Wijanarko, Gia và Syafira rất chính xác, đặc biệt vì họ là cặp vợ chồng trong thế giới thực.